# ESNA
Az ESNA vagy ESNA European Higher Education News (Európai Felsőoktatási Hírügynökség) egy berlini székhelyű, független hírügynökség és újságírói hálózat. Hírekkel és elemzésekkel szolgál az európai felsőoktatás- és kutatáspolitika területén. Az ügynökség szolgáltatásai közé tartoznak a többnyelvű sajtóbeszámolók és híradások, dossziék, könyvismertetések, politikai kutatások nyomon követése, továnná viták, konferenciák, jelentések, többnyelvű rádióműsorok, podcastok, videók és fordítások.

## Történet
Az ESNA a LETSWORK Zeitung für studentische Arbeit (Újság a diákmunkákhoz) című negyedéves folyóirat leszármazottja, amelyet először 1999-ben adott ki a berlini székhelyű TUSMA diákmunkaügynökség. A TUSMA 20 ezer nemzetközi diáknak biztosított munkát, és elindította a LETSWORK-ot, egy kultúrák közötti csatornát, amely tanácsot ad a hallgatóknak a bevándorlás, a munkajogok, és a felsőoktatási hallgatói jogok területén.
2002-ben a LETSWORK a WORK|OUT European Students' Review (WORK|OUT Európai Diákújság) formájában jelent meg, egy berlini nonprofit szervezet kiadásában. Ez az új inkarnáció ingyenes és többnyelvű híreket közölt német, francia, olasz, lengyel és spanyol egyetemi városok diákjaival együttműködve, továbbá konferenciákat és kulturális rendezvényeket szervezett Olaszországban és Németországban.
2004-ben és 2005-ben a WORK|OUT elnyerte a nyomtatott és multimédiás innovatív tartalmakért és megoldásokért járó olasz nemzeti díjat, a Premio Palinsesto Italiát. 2006-ban a WORK|OUT-ot Németországban a tíz legjobb diákújság egyikeként ismerték el.
Ahogy a WORK|OUT fókusza a diákokról a felsőoktatási politika és menedzsment tágabb területére összpontosult, a hallgatói áttekintés kezdett önálló szervezetté fejlődni. Végül 2008-ban a WORK|OUT szerkesztői törzscsoportja szükségesnek látta egy új szakmai csatorna alapítását, így megalakította az ESNA European Higher Education News-t (Európai Felsőoktatási Hírek).
2014 óta az ESNA a videóújságírás területén tevékenykedik, a bolognai Caucaso filmcéggel (Az Arany Templom) együttműködve. Ennek az együttműködésnek az eredménye többek között az „University-Business Forum” (Berlin, 2014), “Documenting EUROSTUDENT V” (Bécs, 2015) és „Wie breit ist die Spitze?” a Német Kiválósági Kezdeményezésről (Berlin, 2016).
2019 óta az ESNA elindította a „United Universities of Europe” (Európai Egyesült Egyetemek) vagy UUU projektet; dokumentálja az európai egyetemi szövetségek fejlődését és a felsőoktatás határokon átnyúló koncentrációjának, hálózatépítésének és digitalizálásának tágabb trendjeit.

## Munkaterület
Az ESNA hírhálózata fiatal újságírókból áll, akik az európai felsőoktatás-politikai hírekre és elemzésekre összpontosítanak. A tárgyalt kérdések a következők: European University Alliances, nemzetközi egyetemi rangsorok, nemzetközi hallgatói toborzás, globalizáció és felsőoktatási kutatás, valamint felsőoktatási rendszerek, politikák és reformok felsőoktatás finanszírozása és liberalizáció. Az ESNA az EU politikáját és a bolognai folyamatot is figyelemmel kíséri, hogy felhívja a figyelmet a felsőoktatásban való részvétel, a tudományos mobilitás és a kultúrák közötti párbeszéd előtt álló társadalmi és pénzügyi akadályokra.

## Hálózat és tevékenységek
Az ESNA tudósítói hálózatot tart fenn Európa-szerte.
A hálózatépítés és az olvasók bevonása az ESNA működési módjának szerves részét képezi. Az ESNA és a tudományos közösség további funkciója konferenciák moderálása. A hírügynökség kétévente szakmai gyakorlatot kínál nemzetközi hallgatók és diplomások számára.

## Politikai szerep
Az ESNA független újságírói felügyelet, ily módon objektív információk közvetítője. A híreket eredeti nyelvről angolra és németre fordítják, hogy megkönnyítsék az európai felsőoktatási és tudománypolitikai cikkekhez való hozzáférést. 2005 áprilisában az ESNA elődje, a WORK|OUT konferenciát szervezett a cenzúráról és a szabad médiáról az Università Iuav di Venezia-ban. Ezen az eseményen Peter Preston, a Guardian újság akkori szerkesztőjének közreműködése inspirálta az ESNA küldetését, amelyet három évvel később meg is alapítottak. „Ez az a rész, amit Európa alapító atyái kihagytak. A szabadság nagyszerű új letéteményét építjük szabad sajtó nélkül, amely tükrözi és beárnyékolja ezt a növekedést. Ennek az alapoktól kell megjelennie, az egyéni kapcsolatokra és az egyéni lelkesedésekre építve. Itt az idő, hogy kifejezzük a saját véleményünket.”, mondta Preston a rendezvényen.